# 皮相国
皮相国（?—?），战国人，名不详，赵国的相国。
《战国策》记载有人劝说皮相国不要合纵，要和秦国连横，因为齐国不参加合纵，合纵不会有什么成果。赵国的当权者建信君和楚国春申君计划合纵抗秦。说客建议皮相国联秦进攻魏国。与楚国瓜分齐国。否则，魏国进攻齐国，秦国进攻赵国，赵国就危险了。